# 마리초등학교
마리초등학교는 대한민국 경상남도 거창군 마리면 말흘리에 있는 공립 초등학교이다.

## 학교 연혁
- 1928년 10월 1일 마리공립보통학교 개교(설립인가 7월 13일)
- 1938년 4월 1일 마리공립심상소학교로 개칭[1]
- 1941년 4월 1일 마리공립국민학교로 개칭[2]
- 1981년 4월 1일 병설유치원 개원
- 1992년 3월 1일 율리분교장 병합
- 1995년 3월 1일 시목국민학교 병합
- 1996년 3월 1일 마리초등학교로 개칭[3]
- 2008년 6월 17일 마리 마을도서관 개관
- 2020년 2월 13일 제89회 졸업(총 졸업생 수 5637명)
- 2020년 3월 1일 제40대 변명규 교장 부임

## 참고 자료
- 마리초등학교 - 한국교육학술정보원 학교알리미